# دوروتی اتکینسون
دوروتی کرولاین اتکینسون (انگلیسی: Dorothy Caroline Atkinson؛ زادهٔ ۱۹۶۶) بازیگر و خواننده انگلیسی است.

## گزیده فیلم‌شناسی

### سینما
- جنگ شاد (۱۹۹۷)
- وارونه (۱۹۹۹)
- همه یا هیچ (۲۰۰۲)
- اتاق گفتگو (۲۰۱۰)
- آقای ترنر (۲۰۱۴)
- بخشش (۲۰۱۷)
- پیترلو (۲۰۱۸)
- زندگی الکتریکی لوئیس وین (۲۰۲۱)

### تلویزیون
- طبابت در پیک (۱۹۹۴)
- تپش قلب (۱۹۹۴)
- شهر هالبی (۲۰۰۳)
- تپش قلب (۲۰۰۶)
- اسکینز (۲۰۰۷)
- آدمکشان میدسامر (۲۰۱۱)
- خیابان کورونیشن (۲۰۱۲)
- ورا (۲۰۱۶)
- استرایک (۲۰۱۷)
- هانا (۲۰۱۹)
- پنی‌ورث (۲۰۱۹-اکنون)
- تپانچه (۲۰۲۲)